# Илия Щърбанов
Илия Ценов Щърбанов е български революционер, учител и политик.

## Биография
Роден е около 1840 г. в Етрополе. От 1860 до 1863 г. е учител в Пирдоп. От 1864 г. е учител в Лом. Деец на местното читалище. Първоначално отказва да се включи в революционното движение, но впоследствие става член и председател на революционния комитет в Лом. След Руско-турската война от 1877 – 1878 г. е назначен за Окръжен управител на Лом и като такъв участва в Учредителното събрание по право. Секретар на III ОНС, депутат в I и III ВНС, V, VII, IX ОНС. Назначен от княз Дондуков-Корсаков за окръжен началник на Балчик, а от 27 април 1881 г. е окръжен управител на Ловеч. Захваща се с търговия със зърнени храни. През 1923 г. построява чешма в манастира „Света Троица“ в Добри дол. Умира след 1923 г. в Лом.